# Unterrißdorf

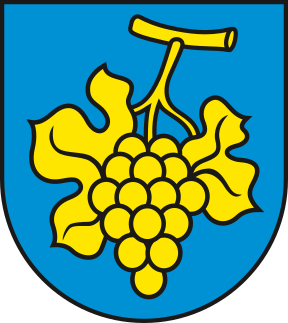
Het wapenschild van Unterrißdorf

Unterrißdorf is een plaats en voormalige gemeente in de Duitse deelstaat Saksen-Anhalt, en maakt deel uit van de Landkreis Mansfeld-Südharz.
Unterrißdorf telt 465 inwoners.